# Dámaso Berenguer y Fusté
Dámaso Berenguer y Fusté (castellà: Dámaso Berenguer Fusté)  (Remedios, 4 d'agost de 1873 - Madrid, 19 de maig de 1953) va ser un militar i polític, president del govern espanyol (1930 - 1931).

## Biografia
Va néixer a Cuba, en una família originària d'Alacant. La seva carrera militar va estar vinculada amb la guerra del Rif (Marroc). Durant la Primera Guerra Mundial va adoptar una postura aliadòfila, a excepció de la majoria de membres de l'exèrcit espanyol, que veien l'alemany com un model d'organització ideal. A causa del seu gran prestigi, el 1918 va ser nomenat Ministre de Guerra en el govern presidit per Manuel García Prieto, però que només va ocupar el càrrec amb prou feines vint dies. El 1920 fou nomenat Alt Comissari del Protectorat Espanyol al Marroc, i va dissenyar un ambiciós pla per a la pacificació i ocupació definitiva del territori del protectorat. Encara que va obtenir alguns èxits inicials, com la presa de Xauen en 1920, tota l'operació es va ensorrar amb el desastre d'Annual (1921), propiciat per l'actuació negligent del general Manuel Fernández Silvestre, comandant general de la zona de Melilla i subordinat seu. Silvestre, pel que sembla animat pel rei Alfons XIII, no va fer cas de les recomanacions de Berenguer de no prosseguir l'avenç en la zona rebel sense fortificar adequadament la seva rereguarda. Aquesta actuació temerària va produir la derrota a les mans de les harkas rifenyes, dirigides per Abd el-Krim.
Processat i separat del servei per les seves responsabilitats, va ser amnistiat després del cop d'estat de Miguel Primo de Rivera (1923). En 1924 fou nomenat cap de la casa militar del rei Alfons XIII. Després de la dimissió de Miguel Primo de Rivera el 1930, va ser nomenat President del govern el 30 de gener de 1930; en aquella època la situació política espanyola era complicada per la gran majoria dels espanyols eren republicans. Les esperances posades en aquest govern, per a la tornada a la normalitat constitucional, que popularment seria conegut com la dictablanda, s'enfonsaren entre els partidaris de la república i fins i tot en els grups monàrquics que van ser marginats per la dictadura. Aquests pretenien una àmplia revisió de la legislació que s'havia dictat i la reposició en els seus càrrecs de diputats, regidors i catedràtics cessats.
Per tal d'apaivagar els ànims, Berenguer afirmà que el nou govern volia la pacificació del país i la tornada a la normalitat constitucional, prometent, entre altres coses, la convocatòria d'eleccions generals, a la qual cosa s'oposaven els partits tradicionals, desarborats després del parèntesi dictatorial. El moviment obrer, alliberat després d'anys de repressió, incrementà les seves protestes i es produí un augment dels desordres públics. Els partits republicans s'uniren per a provocar la caiguda de la Monarquia i signaren a l'agost de 1930 el Pacte de Sant Sebastià. El desembre de 1930 un aixecament militar intenta infructuosament a Jaca la proclamació de la República. L'afusellament dels seus dirigents, els capitans Fermín Galán i Ángel García Hernández, va provocar una onada de protestes arreu del país i la seva consideració com a màrtirs.
Va dimitir el 18 de febrer de 1931, cosa que pràcticament va obrir les portes a la Segona República Espanyola (1931-1939). Va morir a Madrid el 1953.